# Numancia, Mexiko
Numancia är en ort i Mexiko.   Den ligger i kommunen Gómez Palacio och delstaten Durango, i den centrala delen av landet, 800 km nordväst om huvudstaden Mexico City. Numancia ligger 1 125 meter över havet och antalet invånare är 294.
Terrängen runt Numancia är platt åt nordost, men åt sydväst är den kuperad. Runt Numancia är det tätbefolkat, med 308 invånare per kvadratkilometer. Närmaste större samhälle är Poanas, 4,8 km norr om Numancia. Omgivningarna runt Numancia är i huvudsak ett öppet busklandskap.